# Juninho Capixaba
Luis Antônio da Rocha Júnior, mais conhecido como Juninho Capixaba (Cachoeiro do Itapemirim, 6 de julho de 1997), é um futebolista brasileiro que atua como lateral-esquerdo e meia. Atualmente joga no Red Bull Bragantino.

## Carreira

### Bahia
Nascido em Cachoeiro do Itapemirim, no Espírito Santo, Juninho terminou sua formação na Bahia. Ele fez sua estreia no time principal em 7 de novembro de 2015, começando com uma derrota por 2–1 em casa contra o Santa Cruz pela série B de 2015.
Juninho não participou de nenhuma partida durante a campanha de 2016, que terminou em promoção, e apareceu principalmente no o time sub-20. Antes da temporada de 2017, ele enfrentou a concorrência com novas contratações Matheus Reis e Pablo Armero, começando o ano como uma terceira escolha.
Juninho fez sua estreia na primeira divisão em 6 de agosto de 2017, substituindo Armero na vitória por 2–1 contra o São Paulo. Ele terminou o torneio com 17 aparições e nenhum gol marcado, sendo um titular indiscutível durante os estágios finais.

### Corinthians
Em 5 de janeiro de 2018, Juninho assinou um contrato de quatro anos com o Corinthians, principalmente como substituto do Guilherme Arana, comprado pelo Sevilla.

### Grêmio
Sem espaço no Corinthians, em 24 de julho de 2018, Juninho assinou um empréstimo de um ano com o Grêmio.

### Bahia
Em 13 de janeiro de 2020, O Grêmio acertou o empréstimo de Juninho Capixaba para o Bahia.

#### 2020
Em 2020, Juninho somou 11 assistências, distribuídas em várias competições, 5 foram feitas no Brasileirão, Copa Sul-Americana e Copa do Nordeste.

#### 2021
Em 2021, Juninho atuou em 40 jogos, marcou 3 gols e deu 4 assistências com a camisa do Bahia.

### Fortaleza
Em 8 de janeiro de 2022, o Fortaleza anunciou a contratação de Juninho Capixaba, que assinou por empréstimo com o Leão do Pici até o final de 2022. Em 30 de janeiro de 2022, fez sua estreia, contra o Sousa pela Copa do Nordeste.No dia 28 de agosto de 2022, Juninho Capixaba foi o autor do gol que deu a vitória ao Fortaleza por 1–0 sobre o São Paulo pleno Morumbi, sendo este o primeiro gol com a camisa do Tricolor cearense.
Em 2022 Juninho Capixaba foi um dos destaques da arrancada do Fortaleza, que saiu da zona de rebaixamento e conseguiu uma vaga na Copa Libertadores, ele teve números ótimos 34 jogos, 3 gols, 5 assistências além de 77 desarmes.

### Bragantino
Juninho Capixaba assinou contrato com Red Bull Bragantino até dezembro de 2026.

## Títulos
Bahia
- Copa do Nordeste: 2017, 2021
- Campeonato Baiano: 2020

Corinthians
- Campeonato Paulista: 2018

Grêmio
- Campeonato Gaúcho: 2019
- Recopa Gaúcha: 2019

Fortaleza
- Copa do Nordeste: 2022
- Campeonato Cearense: 2022

## Prêmios individuais
- Seleção do Campeonato Paulista: 2023 e 2024
- Seleção do Cartola 2023[15]